# Oľšavka (okres Spišská Nová Ves)
Oľšavka (Hongaars: Kisolsva) is een Slowaakse gemeente in de regio Košice, en maakt deel uit van het district Spišská Nová Ves.
Oľšavka telt 197 inwoners.